# Rey Bouba
Rey Bouba var ett palats som var Lamidatets säte. Det ligger i staden Rey-Bouba i distriktet Nord i Kamerun.

## Beskrivning av platsen
Själva palatset täcker ungefär 5 hektar. Detta omges av en cirka 7 meter hög omslutningsmur, med en centralt placerad ingång på sydsidan. Interiören består av gångar, grönsaksträdgårdar och flera distrikt. Distrikten omfattar Lamidons (eller Sultanens)  område, områden för hantverksaktiviteter, tjänstefolk, administrativ personal, värdar, uppfödning, livsmedelsförvaring och bostadshus.
På strukturell nivå, består palatset av en stor mur som mäter 800 meter i längd, är 7 meter hög, 1,5 meter tjock vid basen och 0,5 meter längst upp. Inre delningsmurar särskiljer de olika distrikten. Den stora omslutningsmuren har 6 portar. 
Viktiga sektioner är exempelvis Lamidatets hovsal och den stora distributionssalen för de olika distrikten. Mellan olika distrikt finns stora gångvägar. Salen och hovsalen var betydelsefulla byggnader för driften av palatset. Den första  användes både som ingångs- och väntrum för Lamidatets främsta adligheter. Hovsalen är platsen där den enväldige tillbringade större delen av sin dag. I det första distriktet i palatset, cirka 3 hektar, levde Lamidatet. I det andra distriktet i norr låg bostadshus för adeln och Lamidatets äldre barn men också bostäder för personer ansvariga för försvaret. Det stora festplatsen låg i södra delen av palatset. Omkring detta låg adelns kvarteret.

## Historia
Palatset byggdes under Ngjiddas styre (1798-1866) mellan 1805 och 1808.

## Världsarvsstatus
Den 18 april 2006 sattes Rey Bouba upp på Kameruns tentativa världsarvslista.